# Dimmockia brevicornis
Dimmockia brevicornis är en stekelart som först beskrevs av Erdös 1954.  Dimmockia brevicornis ingår i släktet Dimmockia, och familjen finglanssteklar. Arten är reproducerande i Sverige.